# Orion (britische Automarke)
Orion war eine britische Automarke.

## Unternehmensgeschichte
Das Unternehmen hatte sein Verkaufsbüro an der Gloucester Road im Londoner Stadtteil South Kensington. 1914 begann die Produktion von Automobilen. Der Markenname lautete Orion. Im gleichen Jahr endete die Produktion.

## Fahrzeuge
Das einzige Modell 8,9 HP war ein Kleinwagen. Ein Vierzylindermotor trieb über Riemen die Antriebsachse an.